# Mammadali Mehdijev
Mammadali Mehdijev (* 9. dubna 1993) je ázerbájdžánský zápasník – judista.

## Sportovní kariéra
S judem začínal v 8 letech v Baku. V ázerbájdžánské seniorské reprezentaci se prosazuje od roku 2013 ve střední váze. V roce 2016 se kvalifikoval na olympijské hry v Riu a překvapil velmi dobrým taktickým výkonem. V úvodním kole si trpělivě počkal na chyby Rusa Kirilla Děnisova a v prodloužení ho unaveného strhnul na ippon. V dalším zápase rozesmutnil domácí publiku, když vybodoval kontrachvatem ura-nage Tiaga Camila. Ve čtvrtfinále se mu však jeho pasivní judo nevyplatilo. Korejec Kwak Tong-han se nenechal vyprovokovat k žádné akci, kterou by kontroval a v závěru mu došly po náročných předchozích kolech síly. V poslední minutě dostal ke dvěma dřívějším penalizacím další dvě, po kterých následovalo hasokumake. V opravách se mu nedařilo a obsadil 7. místo.

### Vítězství
- 2015 - 1x světový pohár (Wollongong)
- 2016 - 1x světový pohár (Praha)

## Výsledky
| Olympijské hry     | —   |    |     |     | 7.  |    |     |    |  |  |  |  |  |  |  |  |  |  |  |  |  |  |  |  |
| Mistrovství světa  |     | —  | —   | úč. |     | 7. | úč. |    |  |  |  |  |  |  |  |  |  |  |  |  |  |  |  |  |
| Evropské hry       |     |    |     | —   |     |    |     | 3. |  |  |  |  |  |  |  |  |  |  |  |  |  |  |  |  |
| Mistrovství Evropy | —   | —  | úč. | —   | úč. | 5. | úč. | 3. |  |  |  |  |  |  |  |  |  |  |  |  |  |  |  |  |
| ME do 23 let       | —   | —  | úč. | —   |     |    |     |    |  |  |  |  |  |  |  |  |  |  |  |  |  |  |  |  |
| MS juniorů         |     | 3. |     |     |     |    |     |    |  |  |  |  |  |  |  |  |  |  |  |  |  |  |  |  |
| ME juniorů         | úč. | 3. |     |     |     |    |     |    |  |  |  |  |  |  |  |  |  |  |  |  |  |  |  |  |